# 奧斯伯格號

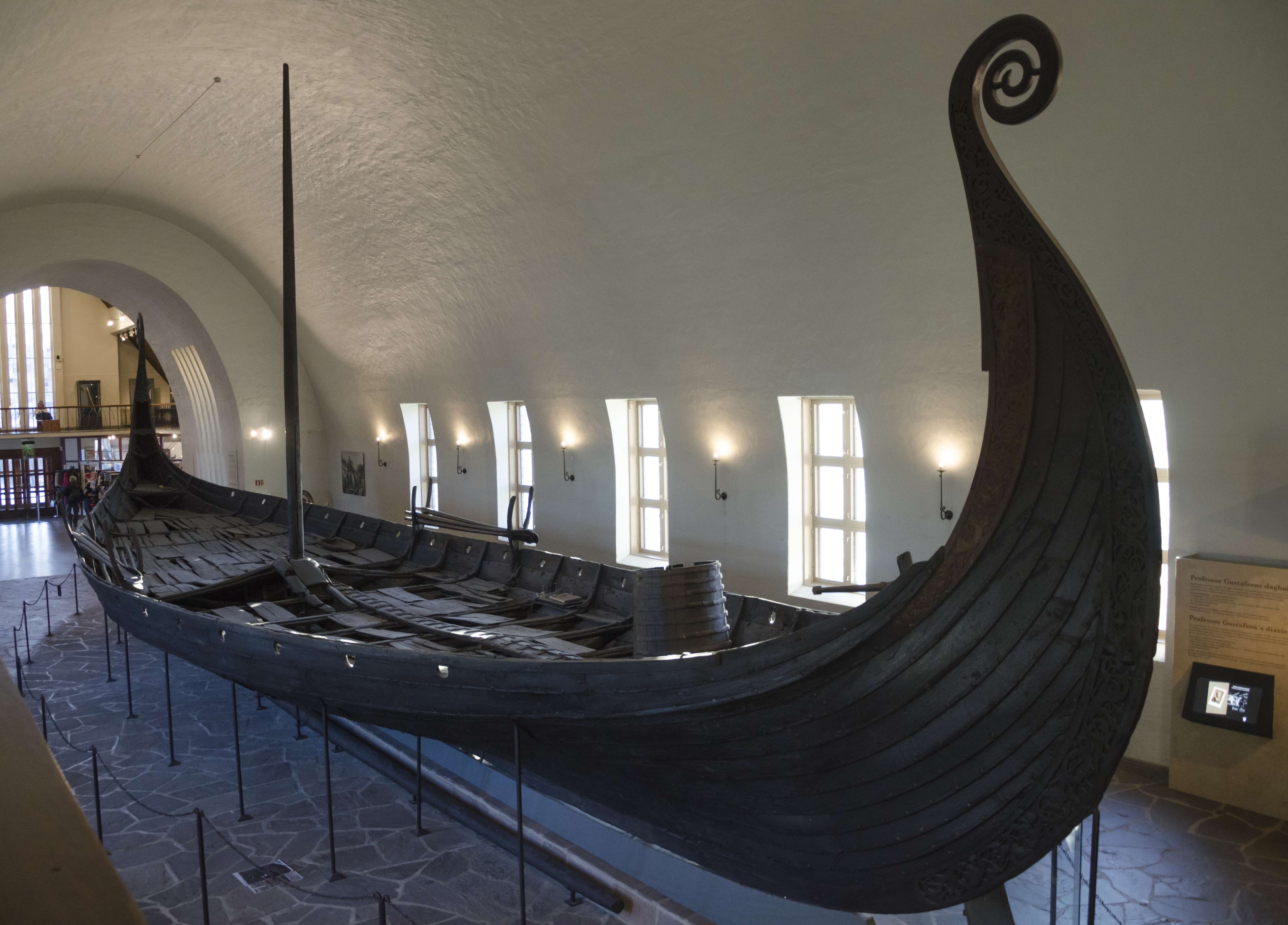
奧斯伯格號

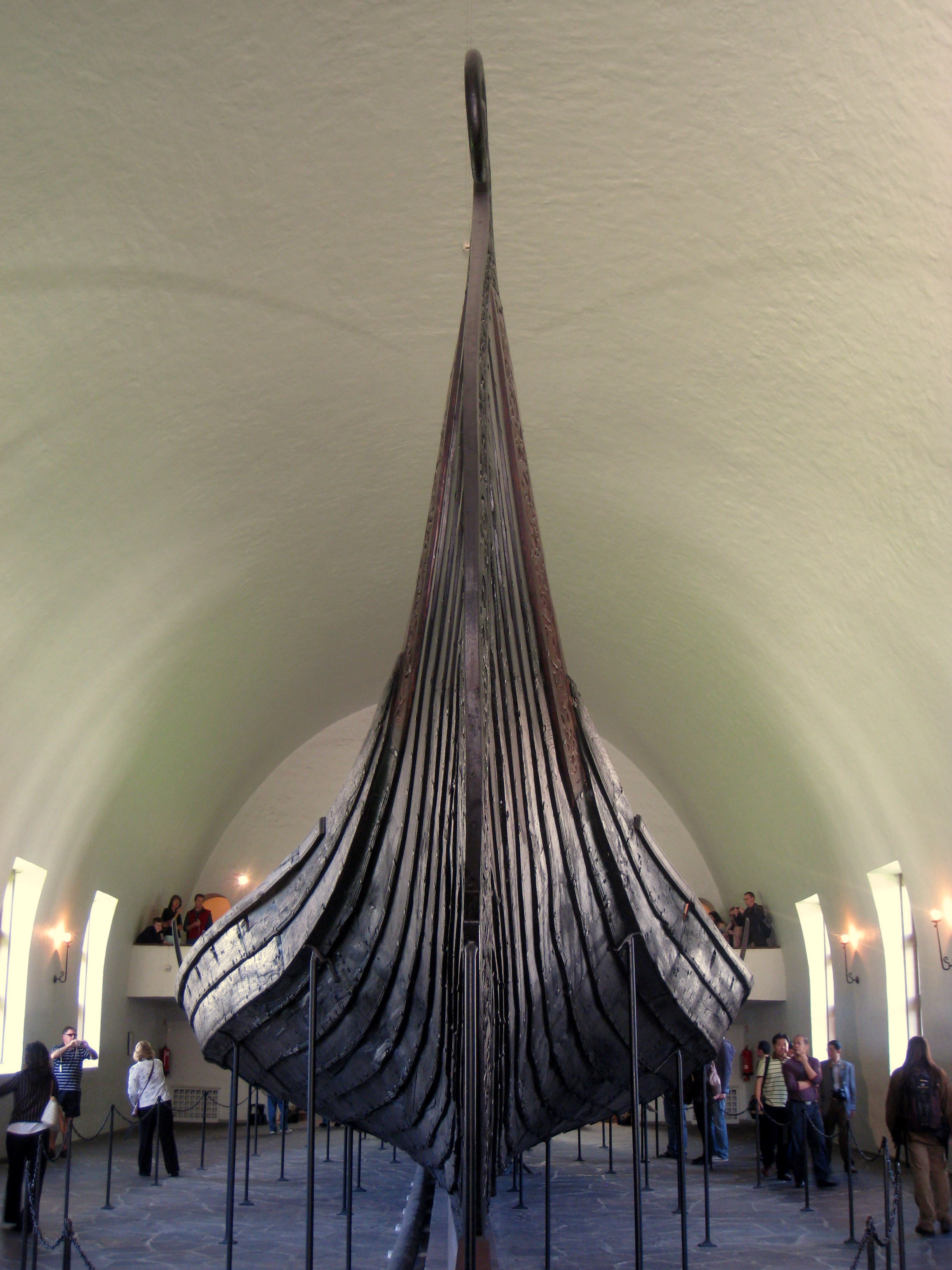
奧斯伯格號

奧斯伯格號（挪威语： Osebergskipet）是1904年至1905年期間挪威西福尔滕斯贝格附近一个大型坟冢中出土的一艘維京時代的維京船。这艘船的埋葬時間不早於834年。目前該船由位於挪威奥斯陆西部比格迪半島的维京船博物馆收藏。